# Javiera Carrera
Francisca Xaviera Eudoxia Rudecinda Carmen de los Dolores de la Carrera y Verdugo (1 tháng 3 năm 1781 – 20 tháng 8 năm 1862), thường được biết đến với tên Javiera Carrera, là thành viên của gia tộc Carrera gốc Basque. một trong những gia đình quý tộc giàu nhất Chile. Họ tích cực tham gia Chiến tranh để giành độc lập cho Chile. Cùng với anh em của mình là Miguel Miguel, Juan José và Luis, Javiera Carrera là một trong những nhà lãnh đạo quan trọng nhất của cuộc đấu tranh giành độc lập của người Chile trong thời kỳ được gọi là Patria Vieja ("Cộng hòa cũ"). Bà được ghi nhận là người đã may quốc kỳ đầu tiên của Chile và được coi là "Quốc mẫu của Chile".

## Cuộc sống
Javiera Carrera được sinh ra ở Santiago, là con cả của Ignacio de la Carrera y Cuevas và Francisca de Paula Verdugo Fernández de Valdivieso y Herrera. Từ khi còn trẻ, cô đã được nhiều người biết đến vì vẻ đẹp và tính cách mạnh mẽ. Bà kết hôn sớm, vào ngày 2 tháng 5 năm 1796, với Manuel de la Lastra y de la Sotta, cả hai có hai đứa con: Manuel và Dolores. Ông qua đời năm 1798. Bà tái hôn năm 1800 với quý tộc Tây Ban Nha, Pedro Díaz de Valdés. Họ có năm người con: Pedro, Domitila, Pío, Santos và Ignacio.
Trong giai đoạn Patria Vieja ("Cộng hòa cũ"), cô đã trở thành người ủng hộ mạnh mẽ trong cuộc đấu tranh để giành độc lập ở Chile. Cô tổ chức và hỗ trợ các tổ chức xã hội. Năm 1812, bà may lá cờ Chile đầu tiên . Bằng tất cả những cống hiến của mình, bà được ghi nhận là nữ anh hùng của những cuộc đấu tranh thời kỳ đầu.

## Di sản
Carrera được xem là biểu tượng của một phụ nữ Chile đứng lên cầm quyền, giống như Paula Jaraquemada và Inés Suárez. Cô vẫn được nhắc đến như một hình mẫu đại diện cho những người biểu tình chống lại sự ngược đãi.
Một trong những trường công lập chỉ dành cho nữ có uy tín nhất ở Santiago, Chile được đặt theo tên của cô, Liceo A-1 Javiera Carrera (Trường công A-1 Javiera Carrera). Một trong những sinh viên nổi tiếng nhất của trường là cựu tổng thống Chile, Michelle Bachelet.

## Liên kết mở rộng
- Short Biography Lưu trữ ngày 7 tháng 11 năm 2006 tại Wayback Machine
- Javiera Carrera Stamp
- Các công trình liên quan hoặc của Javiera Carrera trên các thư viện của thư mục (WorldCat)